# Закон вызова и ответа
Зако́н вы́зова и отве́та (англ. Challenge and response) — закономерность, которая, по мнению британского историка и философа Арнольда Тойнби, определяет развитие цивилизации. Историческая ситуация или природные факторы ставят перед обществом проблему («вызов»). Дальнейшее развитие общества определяется выбором варианта решения («ответом»).
Тойнби считает, что адекватный ответ не только решает проблему, но и выводит общество на новый уровень развития. Если же нужный ответ не найден, в обществе возникают аномалии, накопление которых приводит к «надлому», а затем к упадку.
Выработка адекватной реакции на вызовы — социальная функция «творческого меньшинства», которое не только выдвигает и реализует идеи, но и увлекает за собой остальных («пассивное большинство»).
Для Тойнби важно было показать, что выбор вариантов ответов является свободным, что у истории нет предопределённости. С другой стороны, Тойнби превозносит мировые религии, утверждает, что история — это божественная творческая сила в движении.
В данную свою теорию Тойнби включил концепцию Ибн Халдуна:55.

## Виды вызовов
Тойнби выделяет несколько типов вызовов цивилизации:
- вызов сурового климата (египетская, шумерская, китайская, майянская, андская цивилизации);
- вызов новых земель (минойская цивилизация);
- вызов внезапных ударов от соседних обществ (эллинская цивилизация);
- вызов постоянного внешнего давления (русская православная, западная цивилизация);
- вызов ущемления, когда общество, утратив нечто жизненно важное, направляет свою энергию на выработку свойств, возмещающих потерю.

Тойнби делает вывод, что благоприятные условия не способствуют зарождению и развитию цивилизации, так как дают слабый стимул. «Чем сильнее вызов, тем сильнее стимул». Но если вызов крайне суров, он становится чрезмерным и неэффективным стимулом.

## Примеры успешных ответов
В качестве примеров Тойнби рассматривает возникновение ряда цивилизаций:
- египетская цивилизация возникла как реакция на иссушение земель на афразийской территории. Ответ тех, кто положил начало этой цивилизации, был двойным: они переместились в долину Нила и изменили свой образ жизни. Они двинулись в гиблые болота и превратили их своим динамическим актом в благодатные земли;
- китайская цивилизация возникла в пустыне как реакция на заболачивание и наводнение, что было дополнено испытанием холодом из-за существенных сезонных климатических изменений;
- майяская цивилизация стала ответом на вызов, брошенный тропическим лесом;
- минойская цивилизация — ответом на вызов моря.

Для России вызовом стало постоянное внешнее давление кочевых племён. Ответ был в форме нового образа жизни и новой социальной организации (казачество).

## Критика
Советский и российский философ А. А. Ивин отмечает религиозность работ Тойнби:

Разбивая историю на отдельные, локальные цивилизации, Тойнби вместе с тем пытается восстановить идею единства мировой истории, придавая этому единству религиозный смысл. Через отдельные цивилизации история ведет от примитивных обществ к цивилизациям, порождающим высшие религии и приобщенного к ним человека, способного остро ощущать существование иного, небесного мира.
… Концепция Тойнби поражает грандиозностью своего замысла — охватить всю человеческую историю и описать все появившиеся в её ходе цивилизации. Чрезвычайно богатая деталями и верными наблюдениями, касающимися отдельных цивилизаций и их сравнения, концепция завершается, однако, превознесением мировых религий и констатацией того, что история — это божественная творческая сила в движении.

Ивин усматривает в религиозном уклоне ограниченность анализа в работах Тойнби лишь прошлыми цивилизациями, где религия действительно играла существенную роль. Тойнби почти ничего не говорит об истории XX века и даже события XIX века упоминаются им мимоходом.
Советский историк и этнограф Л. Н. Гумилёв считал взгляды Тойнби произвольными и ошибочными:

Самое важное — соотношение человека с ландшафтом — концепцией А. Тойнби не решено, а запутано. Тезис, согласно которому суровая природа стимулирует человека к повышенной активности, с одной стороны, — вариант географического детерминизма, а с другой — просто неверен. Климат около Киева, где сложилось древнерусское государство, отнюдь не тяжел. Заявление, что «господство над степью требует от кочевников так много энергии, что сверх этого ничего не остается» (с. 167—169), показывает неосведомленность автора. Алтай и Ононский бор, где сложились тюрки и монголы, — курортные места. Если море, омывающее Грецию и Скандинавию, — «вызов», то почему греки «давали на него ответ» только в VIII—VI вв. до н. э., а скандинавы — в IX—XII вв. н. э.? А в прочие эпохи не было ни победоносных эллинов, ни отчаянных хищных финикийцев, ни грозных викингов, а были ловцы губок или селедки? Шумеры сделали из Двуречья Эдем, «отделяя воду от суши», а турки все так запустили, что там опять образовалось болото, хотя, по А. Тойнби, они должны были ответить на «вызов» Тигра и Евфрата. Всё неверно.
Не менее произвольной выглядит и географическая классификация цивилизации по регионам. У Тойнби в одну цивилизацию зачислены Византийская и Турецкая империи только потому, что они располагались на одной территории, причём не греки и албанцы, а османы почему-то объявлены «задержанными» (?!). В «сирийскую цивилизацию» попали Иудейское царство, Ахеменидская империя и Арабский халифат, а Шумер и Вавилон разделены на материнскую и дочернюю. Очевидно, критерием классификации был произвол автора.